# Esclavelles
Esclavelles település Franciaországban, Seine-Maritime megyében. Lakosainak száma 397 fő (2022. január 1.). Esclavelles Bosc-Mesnil, Bully, Massy, Maucomble, Neuville-Ferrières és Quièvrecourt községekkel határos.

## Népesség
A település népességének változása:
| Lakosok száma | 373  | 377  | 386  | 378  | 377  | 385  | 385  | 386  | 397  |
|               | 2013 | 2015 | 2016 | 2017 | 2018 | 2019 | 2020 | 2021 | 2022 |